# Гром в раю
«Гром в раю» (англ. Thunder in Paradise) — американский приключенческий телесериал от создателей «Спасателей Малибу», в котором снялись Халк Хоган, Крис Леммон и Кэрол Альт.
Премьера этого телесериала состоялась в сентябре 1993 года как полнометражного фильма, затем он шёл один сезон с 25 марта по 27 ноября 1994 года, после чего был отменён. В мае 1994 года, во время записи шоу WCW Saturday Night, Хоган публично выразил желание вернуться в рестлинг и намекнул, что он больше не будет участвовать в шоу. Позднее сериал был ретранслирован на кабельном канале Turner Network Television.

## Сюжет
Бывшие «морские котики» Рандольф Джей Спенсер по прозвищу Ураган и Мартин Брюбейкер (Брю) работают агентами по борьбе с преступностью на побережье Флориды. Для выполнения опасных секретных миссий они используют футуристический высокотехнологичный катер «Гром» (Wellcraft Scarab), способный запоминать голосовые команды, лица и выполнять сложнейшие боевые операции в открытом море. Однако они должны совмещать свою опасную работу с воспитанием падчерицы Спенсера Джессики, которая живёт вместе с ними. Когда Спенсер и Брю отправляются на задания, за ней присматривает бывшая модель Келли Ля Ру, управляющая баром «Scuttlebutt Bar N' Grill» на пляжном курорте. Брю влюблён в Келли, но каждый раз терпит неудачу. В нескольких эпизодах время от времени появляется комедийная роль Эдварда Уитейкера, дяди Джессики.

## В ролях
- Халк Хоган — Рандольф Джей (Ураган) Спенсер
- Крис Леммон — Мартин (Брю) Брюбейкер
- Кэрол Альт — Келли Ля Ру
- Эшли Горрелл — Джессика Уитакер-Спенсер (эпизоды 3—14, 16-22)
- Робин Уайсман — Джессика Уитакер-Спенсер (эпизоды 1—2, 15)
- Патрик Макни — Эдвард Уитакер
- Фелисити Уотерман — Меган Ирэн Уитакер-Спенсер (эпизоды 1—2)
- Хайди Марк — Элисон Уилсон
- Кики Шепард — Трилони (Ди Джей Моран)
- Расс Уилер — голос «Грома»
- Элисон Армитидж — Шэннон Дэринг

## Эпизоды
1. «Thunder in Paradise», часть 1 — 25 марта 1994
2. «Thunder in Paradise», часть 2 — 25 марта 1994
3. «Tug of War» — 1 апреля, 1994
4. «Sea Quentin» — 8 апреля, 1994
5. «Strange Bru» — 15 апреля, 1994
6. «Sealed with a Kismet», часть 1 — 22 апреля 1994
7. «Sealed with a Kismet», часть 2 — 29 апреля 1994
8. «Changing of the Guard» — 6 мая 1994
9. «Gettysburg Change of Address» — 13 мая 1994
10. «Distant Sound of Thunder» — 20 мая, 1994
11. «Nature of the Beast» — 27 мая 1994
12. «Identity Crisis» — 8 июля 1994
13. «Queen of Hearts» — 15 июля 1994
14. «Plunder in Paradise» — 22 июля 1994
15. «Eye for an Eye» — 26 августа 1994
16. «Endangered Species» — 9 сентября 1994
17. «Deadly Lessons», часть 1 — 16 сентября 1994
18. «Deadly Lessons», часть 2 — 23 сентября 1994
19. «Blast Off» — 6 ноября 1994
20. «Dead Reckoning» — 13 ноября, 1994
21. «The M.A.J.O.R. and the Minor», часть 1 — 20 ноября 1994
22. «The M.A.J.O.R. and the Minor», часть 2 — 27 ноября 1994

## Съёмки
Первые эпизоды сериала снимались в исторической местности, рядом с отелем Don Cesar в Сент-Питерсберге, Флорида в апреле 1993 года. После этого съёмочная группа переместилась в Disney-MGM Studios рядом с Орландо, где первичное местоположение находилось на курорте Grand Floridian Resort (Walt Disney World Resort). Другие съёмки происходили в Disney’s Old Key West Resort, Fort Wilderness Campground и EPCOT, используемого из-за большого разнообразия футуристических и архитектурных стилей. Разрушение школы, показанное в эпизоде «Deadly Lessons» фактически было разрушением здания школы в Центральной Флориде.

## Фильмы
В 1993 году, ещё до выхода сериала на экраны, двойной пилотный эпизод сериала (1 и 2 серии) был выпущен на видеоносителях как отдельный фильм. В 1994 и 1995 годах вышли также фильмы «Гром в раю 2» и «Гром в раю 3» (6—7 эпизоды и 17—18 эпизоды, соответственно).

## DVD
26 сентября 2006 года был выпущено DVD «Thunder in Paradise Collection» на 3 дисках, включающее:
- Thunder in Paradise («Thunder in Paradise» 2 части)
- Thunder in Paradise II («Sealed with a Kismet» 2 части)
- Thunder in Paradise 3 («Deadly Lessons» 2 части)

## Критика
При выпуске DVD-коллекции в 2006 году сериал был отрецензирован Дэвидом Корнелиусом из DVD Talk: «Это телешоу 1990-х годов для фанатов боевиков, которые не могут справиться с тонкими нюансами Baywatch Nights. Глупо, сексистски и постыдно, но как же это весело». В 2008 году Entertainment Weekly назвал его «самым пошлым» телесериалом.